# Neocorynura squamans
Neocorynura squamans är en biart som först beskrevs av Joseph Vachal 1904.  Neocorynura squamans ingår i släktet Neocorynura och familjen vägbin. Inga underarter finns listade i Catalogue of Life.